# Luboszyce Małe
Luboszyce Małe – wieś w Polsce położona w województwie dolnośląskim, w powiecie górowskim, w gminie Jemielno.

## Podział administracyjny
| SIMC    | Nazwa         | Rodzaj     |
| ------- | ------------- | ---------- |
| 0370719 | Aleksandrówka | przysiółek |

W latach 1975–1998 miejscowość administracyjnie należała do województwa leszczyńskiego.